# Хју О’Конор
Хју О'Конор (енгл. Hugh O'Conor; Даблин, 19. април 1975) је глумац. Његов отац је био чувени ирски пијаниста Џон О'Конор. Своју каријеру започео је филмом Моје лево стопало, играјући тада младог Кристи Брауна. После тога се појављивао у филмовима као што су Дневник Јанга тровача, Блубери и Чоколада.